# قثم (اسم)
قثم هو اسم علم مذكر من أصل عربي، ومعناه هو الجامع للخير، المِعطاءُ ، مكتمل الخلق، المانح، ذكر الضبع ومؤنثه قثام، من الفعل قَثَمَ الشيءَ: جَمَعَهُ وأَخَذَه كلَّهُ أَو أكثرَه. و قثم الشيء :الملطخ بالبراز - تلطخ «بالجعر»، وهو نجو الأسد ومن طبع الضباع أن تتلطخ به. وقثم بن العباس (ت 57 هـ) ابن عم رسول الله ﷺ.

## الأصل اللغوي
معناه هو الجامع للخير، المانح.، المِعطاءُ ، مكتمل الخلق 

## شخصيات تحمل الاسم
- قثم بن العباس بن عبد المطلب

## وصلات خارجية
- موسوعة السلطان قابوس لأسماء العرب نسخة محفوظة 5 أبريل 2019 على موقع واي باك مشين.